# Костинци
 Тази статия е за селото в Северна Македония.  За селото в Република България вижте Костенци.  
Костинци (на македонска литературна норма: Костинци) е село в община Долнени на Северна Македония.

## География
Разположено е в Прилепското поле, северозападно от град Прилеп.

## История
Църквата „Света Богородица“ е от XVII век.
В XIX век Костинци е село в Прилепска каза на Османската империя. „Етнография на вилаетите Адрианопол, Монастир и Салоника“, издадена в Константинопол в 1878 година и отразяваща статистиката на населението от 1873 година Костинци (Kostintzi) е посочено като село с 48 домакинства и 157 жители българи.
В 1889 година Стефан Веркович (Топографическо-этнографическій очеркъ Македоніи) отбелязва Костинци като село с 45 къщи и 250 жители.
Според статистиката на Васил Кънчов („Македония. Етнография и статистика“) от 1900 година Костинци е населявано от 300 жители българи християни.
На Етнографската карта на Битолския вилает на Картографския институт в София от 1901 година Костинци е чисто българско село в Прилепската каза на Битолския санджак с 46 къщи.
В началото на XX век цялото население на селото е под върховенството на Българската екзархия. По данни на секретаря на екзархията Димитър Мишев („La Macédoine et sa Population Chrétienne“) в 1905 година в Костинци има 240 българи екзархисти.
При избухването на Балканската война 3 души от Костинци са доброволци в Македоно-одринското опълчение.
По време на Първата световна война в Костинци се намира Костинската община, която има 2380 жители.
По време на Първата световна война Костинци е включено в Костинската община; селото има 267 жители
На етническата си карта на Северозападна Македония в 1929 година Афанасий Селишчев отбелязва Костинци като българско село.
По време на българското управление във Вардарска Македония в годините на Втората световна война, Иван Ст. Дойчинов от Охрид е български кмет на Костинци от 4 октомври 1941 година до 10 декември 1942 година. След това кметове са Никола Хр. Тренков от Прилеп (6 януари 1943 - 3 юни 1943), Христо Светиев от Битоля (26 август 1943 - 10 септември 1943), Стоян В. Раковски от Угърчин (10 септември 1943 - 24 април 1944) и Иван К. Бежанов от Прилеп (24 април 1944 - 9 септември 1944).
На 8 март 1942 година в селото се основава Кредитна кооперация „Помощ“ в присъствието на следните селяни: Иван Илиев Димов, Стоян Талев Петров , Методи Йорданов Петров , Андрея Бошев Христов , Божко Димов Кочов , Тале Стоянов Талев , Кочо Траянов Димев , Георги Павлов Георгиев , Павле Велев Несторов , Стойче Георгиев Димов , Тодор Велков Мирчев , Дуко Ангелов Николов , Стоян Котев Василев.
Според преброяването от 2002 година Костинци има 101 жители македонци.

## Личности
Родени в Костинци
- Димитър (Митре) Георгиев, 23 или 26-годишен, македоно-одрински опълченец, нестроева рота на 4-та битолска дружина[13]
- Секула Талев, македоно-одрински опълченец, 4-та рота на 4-та битолска дружина[14]
- Найдан А. Васков, сек-бирник при костинската селска община, от село Костинци.[15]
- Йордан П. Иванов, писар при костинската селска община, от село Костинци.[15]
- Йордан Г. Минов, писар при костинската селска община, от село Костинци.[15]
- Димитър Т. Николов, писар при костинската селска община, от село Костинци.[15]
- Дуко А. Николов, полицай при костинската селска община, от село Костинци.[15]
- Дуко С. Здравков, расилен при костинската селска община, от село Костинци.[15]
- Георги А. Талев, курир при костинската селска община, от село Костинци.[15]
- Велян Йор. Петров, секр. на зем. задруга при костинската селска община, от Костинци.[15]
- Траян Т. Ковилов, прислужник при костинска селска община, от село Костинци[15]
- Георги Павлов, столар от село Костинци.[15]
- Васил Драшков Иванов, главен учител в село Костинци в период от 1941-1944.[15]
- Иван Трайков Ковилов [Ковинов], редник в 43-ти пехотен полк, 8-а рота, загинал северно от връх Душегубка/ Скочивир на 19 окт. 1916 г.[16]
- Асман(Селянин) сърбомански активист, деец на Сръбската пропаганда в Македония убит от ВМОРО през 1901 година[17]
- Нако(селянин) сърбомански активист, деец на Сръбската пропаганда в Македония убит от ВМОРО през 1901 година[17]
- Василие Сотирович, сърбомански активист, деец на Сръбската пропаганда в Македония убит от ВМОРО през 22 юни 1903 година[17]
- Йордан Перев Филипов (1884-?) - екзархийски учител през 1910 година тероризран от турските власти[18]